# Game Republic
Game Republic est une entreprise japonaise de développement de jeux vidéo. Fondée en 2003 par Yoshiki Okamoto, la société voit son premier jeu, Genji: Dawn of the Samurai publié par Sony Computer Entertainment en 2005.

## Créations
- 2005 : Genji: Dawn of the Samurai (PS2)
- 2005 : Every Party *
- 2006 : Brave Story: New Traveler * (PS2, PSP)
- 2007 : Little Britain: The Video Game (PS2, PSP)
- 2007 : Genji: Days of the Blade (PS3)
- 2007 : Folklore (PS3)
- 2008 : Dragon Ball: Origins (DS)
- 2010 : Le Choc des Titans : le jeu vidéo (Xbox 360, PS3)
- 2010 : Dragon Ball: Origins 2 (DS)
- 2010 : Majin and the Forsaken Kingdom (Xbox 360, PS3)
- 2011 : Dragon Ball Kai: Ultimate Butôden (DS)
- 2011 : Knights Contract (Xbox 360, PS3)

* jeu uniquement disponible en import

## À noter
- 2005 : Shadow Hunters, un jeu de société